# Takayus fujisawai
Takayus fujisawai är en spindelart som beskrevs av Yoshida 2002. Takayus fujisawai ingår i släktet Takayus och familjen klotspindlar. Inga underarter finns listade i Catalogue of Life.